# Miquel Estradé i Ciurana
Miquel (Josep) Estradé i Ciurana (Tarragona, 11 de gener de 1920 - Monestir de Montserrat, Bages, 2 d'agost de 1997) fou un biblista, estudiós del grec clàssic i de l'hebreu, escriptor i monjo català.
Destacà com a traductor al català de textos hebreus a la Bíblia de Montserrat així com d'autors cristians llatins i grecs de l'edat antiga. També fou autor de nombrosos llibres de temàtica religiosa i de pastoral. Col·laborà assíduament en revistes com Serra d'Or, Foc Nou, Saó, Catalunya Cristiana i al diari Avui.

## Formació i activisme
Després d'estudiar al Seminari de Tarragona i el 1942 ingressà al monestir benedictí de  Montserrat on prosseguí la seva formació. El 1947 marxà a Anglaterra per estudiar anglès. El 1948 fou ordenat prevere. L'any següent s'adreçà a la Universitat de Friburg a Suïssa i temps després a Baviera, dedicat a perfeccionar el seu coneixement del grec clàssic.
Aquestes estades el posaren en contacte amb rellevants personalitats de la cultura catalana a l'exili com el canonge i pensador humanista Carles Cardó, Ramon Sugranyes i de Franch destacada personalitat catòlica i professor de la Universitat de Friburg o el científic i mecenes Rafael Patxot i Jubert. Coneixences que com afirma Josep Massot li serviren per a eixamplar el seu horitzó religiós i per a afermar la seva catalanitat.
De retorn a l'abadia de Montserrat donà classes de grec i cuidà la formació dels monjos joves. Durant anys  escriví un article mensual a la revista “Serra d'Or” on reflexionà sobre la vida i el sentit transcendent aquesta.
El 1978, en els complexos anys immediats de la fi de la dictadura franquista, fou un destacat impulsor del retorn de les restes del cardenal Vidal i Barraquer a la catedral de Tarragona, ja que Franco no va permetre mai que l'arquebisbe de Tarragona retornés a la seva seu. Per aquest motiu Estradé donà per diverses ciutats catalanes conferències sobre la figura de Vidal i Barraquer i la seva defensa de la catalanitat i la democràcia. Una personalitat que Estradé remarcava que unia dos amors, ja que estimant la terra, estimava l'Església.

## La tasca de traductor. La Bíblia de Montserrat
Tot i que hi ha constància des del segle XV de traduccions íntegres en català de la Bíblia, no fou fins a finals de segle XIX que es treballava per a poder disposar d'una traducció de la Bíblia en català i del text declarat com de referència pel concili de Trento per al catolicisme. Les úniques versions en català a l'abast eren fetes des de les esglésies lligades al protestantisme, especialment de l'Església anglicana.
Finalment, l'Abadia de Montserrat va emprendre la magna empresa de traduir la Bíblia en català. Una traducció feta amb rigor filològic, amb abundància d'aparell crític i una àmplia il·lustració fotogràfica. La Bíblia de Montserrat s'inicià amb els treballs de Bonaventura Ubach i es pretenia assolir una versió en català presidida pel rigor i la fidelitat als textos i des de les llengües originals.
El coneixement de Miquel Estradé de l'hebreu i de les llengües clàssiques, el portaren a traduir els llibres I i II dels Macabeus per a la Bíblia de Montserrat, volum 17.  També s'encarregà de les traduccions dels llibres de Tobit i Judit i del de Saviesa.
Estudiós dels orígens del cristianisme, traduí i comentà les cartes d'Ignasi d'Antioquia, del segle II, on apareix per primera vegada el mot “cristians” per denominar els seguidors de Jesús.

## Escriure com a forma de pastoral, de reflexió i d'espiritualitat
Estradé per sobre de tot fou un escriptor prolífic que a través de llibres i articles es comprometé en la tasca de repensar des d'unes arrels cristianes la vida, el treball i la societat. Tot i que, també, ho feu a través de conferències o organitzant a Montserrat uns col·loquis mensuals que convocaren a molts joves i adults a debatre sobre qüestions que reptaven a la societat catalana del franquisme
La seva extensa bibliografia mostra el seu interès per emmirallar-se en el primer cristianisme, per traduir en compromís social la fe, el paper transformador de la pregària, el rol remarcable de les dones al relat bíblic o l'amor com a fonament del cristianisme. Tota una ampla producció literària en què Miquel Estradé palesa tant la seva recerca espiritual com  la seva capacitat comunicativa d'una persona que Josep Massot definí com a “home de fe, home de pregària, home de pau i home de bé”.

## Obra (selecció)
- La veu dels joves  Barcelona: Publicacions de l'Abadia deMontserrat, 2002. ISBN 84-8415-365-7
- Sobre Jesucrist  Barcelona: Publicacions de l'Abadia de Montserrat, 2000. ISBN	84-8415-176-X
- Respirs  Barcelona Publicacions de l'Abadia de Montserrat, 2000. ISBN 84-8415-213-8
- Figures orants de la Bíblia. Barcelona: Publicacions de l'Abadia de Montserrat, 1999. ISBN 84-8415-093-3
- Carta a Proba i suplement a Déu es amor. Barcelona : Publicacions de l'Abadia de Montserrat, 1999. ISBN 84-8415-136-0
- Sant Fructuós, bisbe de Tarragona i màrtir.  Barcelona: Publicacions de l'Abadia de Montserrat, 1999. ISBN 84-8415-112-3
- Escoltant les dones de la Bíblia.Barcelona: Publicacions de l'Abadia de Montserrat,1998. ISBN 84-8415-032-1
- La darrera crida: reflexions sobre la mort. Barcelona: Publicacions de l'Abadia de Montserrat, 1998. ISBN 84-7826-977-0
- Què esperem?, en qui esperem?: jornades de reflexió per a joves. Barcelona: Publicacions de l' Abadia de Montserrat, 1998. ISBN 84-7826-930-4
- Pels camins de l'Evangeli  Barcelona: Publicacions de l'Abadia de Montserrat, 1998. ISBN 84-7826-926-6
- Shalom,Miriam: simples apunts per a la més dona de les dones. Barcelona: Publicacions de l'Abadia de Montserrat, 1997. ISBN 84-7826-793-X
- El mal, problema i misteri. Barcelona: Publicacions de l'Abadia de Montserrat, 1996. ISBN 84-7826-697-6
- Pinzellades de bona nova. Publicacions de l'Abadia de Montserrat, 1994. ISBN 978-84-7826-508-4
- Pasqua, el desig finalment atès. Barcelona: Publicacions de l'Abadia de Montserrat, 1993. ISBN 84-7826-397-7
- Quan els records són camins . Barcelona: Publicacions de l'Abadia de Montserrat, 1990. ISBN 84-7826-097-8
- Senzill repàs agraït a més de quinze anys de convivències. Barcelona:Publicacions de l'Abadia de Montserrat, 1990. ISBN 84-7826-187-7

En col·laboració
- Miquel Estradé, Josep-Enric Parellada i Lluís Juanós. L'experiència de fracàs i cansament: jornades de reflexió per a joves. Barcelona: Publicacions de l'Abadia de Montserrat, 1998. ISBN 84-7826-947-9
- Miquel Estradé, José María Rovira Belloso, Agustí Borrell Viader i Cebrià Pifarré. Tot és gràcia: tres mirades a l'espiritualitat de Teresa de Lisieux. Barcelona:  Publicacions de l'Abadia de Montserrat, 1997. ISBN 84-7826-786-7
- Joaquim Budesca i Miquel Estradé. Montserrat: el sentit íntim d'una muntanya.Barcelona: Publicacions de l'Abadia de Montserrat, 1988. ISBN 84-7826-000-5